# 坎特里克拉布 (密蘇里州)
坎特里克拉布（英語：Country Club）是位於美國密蘇里州安德魯縣的村。

## 人口
根據2020年美國人口普查的數據，坎特里克拉布的面積為10.19平方千米，當中陸地面積為10.12平方千米，而水域面積為0.07平方千米。當地共有人口2487人，而人口密度為每平方千米244人。